# (2991) Bilbo
(2991) Bilbo (1982 HV) – planetoida z pasa głównego asteroid okrążająca Słońce w ciągu 3,58 lat w średniej odległości 2,34 j.a. Została odkryta 21 kwietnia 1982 w Lowell Observatory przez Martina Watta. Nazwa planetoidy pochodzi od postaci Bilba Bagginsa, głównego bohatera powieści Hobbit, czyli tam i z powrotem J.R.R. Tolkiena, występującego także w jej kontynuacji, Władcy Pierścieni.